# محمد بيرم الخامس
محمد بيرم الخامس ولد في مارس 1840 في تونس العاصمة وتوفي في ديسمبر 1889 في حلوان (مصر)، هو عالم دين ورحالة ومؤرخ وكاتب وصحفي وإصلاحي تونسي.

هو جزء من الحركة الإصلاحية في القرن التاسع عشر التي تجمع خير الدين التونسي وأحمد بن أبي الضياف ومختار شويخة ومحمد السنوسي وسالم بوحاجب الذي دافع عن فكرة الحداثة.

## السيرة الذاتية
محمد بيرم الخامس من أصول تركية، وولد لعائلة من علماء الدين والفقهاء من جهة والده، ولعائلة أرستقراطية من أصول تركية من الأشراف (أحفاد الرسول محمد ﷺ) من جهة والدته. عائلة بيرم تمثل إحدى أهم العائلات الحنفية في تونس. والدته هي ابنة محمود خوجة، وزير البحر الأسبق تحت حكم أحمد باي الأول. والده اهتم أكثر بالفلاحة من الثقافة العلمية والدينية. 

واصل دراساته في جامع الزيتونة أين تعلم القرآن والتفسير والحديث، وكان أستاذه سالم بوحاجب. والده أراد تسجيله في مدرسة باردو الحربية، التي كانت حينها تكون كبار القادة السياسيين والموظفين، ولكن عمه محمد بيرم الرابع وجهه لتعلم اللغة والبلاغة. انتقل بعدها للتاريخ واستطاع تعميق معرفته عبر مجموعة الكتب الكبيرة التي تركها عمه والذي خلفه كمدرس في جامعة الزيتونة عند نهاية دراساته. 

في 1875، الوزير الأكبر خير الدين باشا لاحظ بيرم الخامس لآرائه الإصلاحية والتقدمية، وأعطاه قيادة المطبعة الرسمية للبلاد التونسية التي تصدر الرائد التونسي (حاليا الرائد الرسمي للجمهورية التونسية) والتي أسسها خير الدين باشا ومحمود قابادو ومختار شويخة، وخلف بذلك الجنرال حسين. من جهة أخرى، عهد إليه بتنظيم المكتبة العبدلية. في 1876، سافر إلى فرنسا وإيطاليا للعلاج، وعند عودته سنة 1877 عين على رأس المستشفى الصادقي، وبعد استقالة خير الدين، تمسك به كل من الوزيرين الأكبرين محمد خزندار ومصطفى بن إسماعيل. في 1879، عين عضوا في المجلس الدستوري رفقة العربي زروق. 

عند انتصاب الحماية الفرنسية في تونس في 1881، غادر تونس للاستقرار في إسطنبول. في 1884، سافر إلى مصر أين أسس صحيفة «الإعلام» (أو «الإعلام بحوادث الأيام ومقتضى المقام بعلوم الإسلام ونصائح الأنام»). في 1888، تولى منصب القضاء في محكمة مصر الابتدائية الأهلية. توفي في ديسمبر 1889 في مدينة حلوان، ودفن في القاهرة.

## الفكر
تميز بفكر منفتح وحديث، وحمل هم النهضة وانتقد حالة الجمود التي تعيشها الأمة، وكان مولعا بتحقيق الإصلاح السياسي. دعا إلى اعتناق مبادئ الإصلاح والتمسّك بالأصالة والانفتاح على الآخر في ذات الوقت، وطالب بالحكم القائم على الشورى والعدل. 

إلى جانب كتابه صفوة الاعتبار بمستودع الأمصار والأقطار، نشر محمد بيرم الخامس العديد من المذكرات التي يسرد فيها انطباعاته واقتراحاته للسياسة في الدول العربية والإسلامية، بما في ذلك تونس. من بين مذكراته، يوجد مقال نشره في مايو 1888 في صحيفة مصرية وعنوانه المقتطف، حيث أكد على وجه الخصوص على أهمية اعتماد نظام الديمقراطية الدستورية الأوروبية في البلدان العربية الإسلامية، مع الأخذ بعين الاعتبار واقع هذه البلدان، دون تطبيق هذه الأنظمة حرفيا ومحاولة تطويعها مع الواقع. وأضاف أيضا إنه «من أجل الديمقراطية، ينبغي المضي قدما في انتخابات أعضاء المجالس المحلية والإقليمية».

## تخليد ذكراه
في 28 أكتوبر 1989، وبمناسبة مرور 100 سنة على وفاته، أصدر البريد التونسي طابعا بريديا رسمه حاتم المكي وطبع منه 000 310 نسخة، يحمل صورة محمد بيرم الخامس.

## بيبليوغرافيا

### مؤلفاته
- صفوة الاعتبار بمستودع الأمصار والأقطار (خمسة أجزاء)، المطبعة الأميرية بمصر، 1885.
- تحفة الخواص في حل صيد بندق الرصاص.
- التحقيق في مسألة الرقيق.
- الروضة السنية في الفتاوى البيرمية.
- سكنى دار الحرب.
- مختصر فن العروض.

### مؤلفات عنه
- محمد بيرم الخامس، زين العابدين السنوسي، مطبعة العرب، تونس العاصمة، 1952.
- محمد بيرم الخامس، ببليوغرافيا تحليلية، المنصف بن عبد الجليل وكمال عمران، بيت الحكمة،تونس العاصمة، 1989 (ردمك 9973911253).
- الشيخ محمد بيرم الخامس، حياته وفكره الإصلاحي، فتحي القاسمي، منشورات بيت الحكمة، تونس العاصمة، 212 صفحة، 1990 (ردمك 9973911431).
- الدين والدولة والمجتمع في مواقف وآثار محمد بيرم الخامس، الصولي علي بن محمد، دار الطليعة الجديدة، الطبعة الأولى، دمشق، 464 صفحة، 2003.

## مقالات ذات صلة
- محمد بيرم الأول
- محمد بيرم الثاني
- محمد بيرم الثالث
- محمد بيرم الرابع